# Episodi de La famiglia Addams (serie animata 1973)
Gli episodi della serie televisiva animata La famiglia Addams sono andati in onda a partire dall'8 settembre 1973.
| nº | Titolo originale                           | Titolo italiano            | Prima TV USA      | Prima TV Italia |
| -- | ------------------------------------------ | -------------------------- | ----------------- | --------------- |
| 01 | The Addams Family in New York              | Vacanze a New York         | 8 settembre 1973  | 3 gennaio 1978  |
| 02 | Left in the Lurch                          | A tempo di rock            | 15 settembre 1973 |                 |
| 03 | Boola Boola                                | Boola Boola                | 22 settembre 1973 |                 |
| 04 | The Fastest Creepy Camper in the West      | Una gara movimentata       | 29 settembre 1973 |                 |
| 05 | The Mardi Gras Story                       | Carnevale a New Orleans    | 6 ottobre 1973    |                 |
| 06 | Follow That Loaf of Bread                  | La torta vincente          | 13 ottobre 1973   |                 |
| 07 | Aloha, Hoolamagoola                        | Avventure alle Hawaii      | 20 ottobre 1973   |                 |
| 08 | The Reluctant Astronauts' Trip to the Moon | Astronauti per forza       | 27 ottobre 1973   |                 |
| 09 | The Great Balloon Race                     | Una lezione di aerostatica | 3 novembre 1973   |                 |
| 10 | Ghost Town                                 | La città dei fantasmi      | 10 novembre 1973  |                 |
| 11 | The Circus Story                           | Spettacolo al circo        | 17 novembre 1973  |                 |
| 12 | The Addams Family at Sea                   | Una crociera da ricordare  | 24 novembre 1973  |                 |
| 13 | The Voodoo Story                           | Il filtro d'amore          | 1º dicembre 1973  |                 |
| 14 | The Roller Derby Story                     | Diavoli contro Angeli      | 8 dicembre 1973   |                 |
| 15 | The Addams Family Goes West                | Alla conquista del West    | 15 dicembre 1973  |                 |
| 16 | The Addams Family at the Kentucky Derby    | Il giorno del Derby        | 22 dicembre 1973  |                 |

## Vacanze a New York
- Titolo originale: The Addams Family in New York

### Trama
La famiglia Addams si trova in vacanza a New York. Arrivati a Central Park e scambiatolo per un campeggio, vi piantano il loro camper, scavandovi attorno un fossato popolato di animali bizzarri. Qui due barboni riescono a truffare Gomez vendendogli prima il Museo di Storia Naturale, poi lo stesso Central Park. Gli Addams liberano gli animali dello Zoo e interviene la polizia che vorrebbe arrestare gli Addams, ma al Museo di Storia Naturale un antico documento rivela che un antenato degli Addams, Van Dyke Addams, aveva effettivamente acquistato il Central Park dai nativi americani nel Seicento.

## A tempo di rock
- Titolo originale: Left in the Lurch

### Trama
Lurch ha fatto credere alla propria amica di penna di Nashville di non essere un maggiordomo ma una star del rock sotto il nome di Freddie e le sue Ranocchie ("Freddie and the Frogs" nell'originale). È perciò terrorizzato dall'idea che la famiglia Addams si rechi a Nashville per paura che la sua amica di penna scopra la verità. Puntualmente la famiglia Addams si reca proprio a Nashville, in cerca di ossa di dinosauro per completare uno scheletro costruito da Zio Fester. Qui un festival pop offre l'occasione a Lurch di esibirsi, doppiato da Gomez, in concerto come Freddie e le sue Ranocchie assieme alla famiglia Addams, inviando due biglietti omaggio alla propria amica di penna così che possa vederlo dal vivo. Ma la situazione peggiora, poiché lei perde la testa per Freddie. Così Gomez escogita la trovata che Freddie abbia perso la voce e non possa cantare mai più, facendo scemare l'interesse nei confronti di Lurch da parte della sua amica di penna.

## Boola Boola
- Titolo originale: Boola Boola

### Trama
Mercoledì scopre un raro mostro chiamato Boola Boola - una sorta di polpo peloso che cambia colore a seconda delle proprie emozioni - sulla pagina di un giornale e ne vuole un esemplare per sé. Gli Addams si mettono così alla ricerca dell'animale, chiedendo al proprio negozio di animali di fiducia di procurargliene uno. Al contempo la famiglia si reca su Lago Nero dove si dice viva il Boola Boola e qui si imbattono in due imbroglioni che rapiscono Ocho, il loro polpo gigante domestico, per spacciarlo per un Boola Boola e rivenderlo agli stessi Addams tramite il negozio di animali. Dopo varie peripezie gli Addams tornano in possesso di Ocho e ridanno la libertà al Boola Boola, proprio quando questi fa delle uova multicolore che si mette a covare.

## Una gara movimentata
- Titolo originale: The Fastest Creepy Camper in the West

### Trama
A Indianapolis, la benzina del camper degli Addams si sta esaurendo, così grazie alla nuova invenzione di Zio Fester - la "Festerine" - gli Addams possono continuare il loro viaggio verso Indianapolis. Successivamente fanno conoscenza con il Conte Malvagio (un conte abile nelle corse) e il suo autista, i quali vogliono impossessarsi della Festerine e del camper. in seguito il Conte e Gomez fanno una scommessa riguardo al camper: se Flash Gordon dovesse battere il Conte Malvagio egli dovrà dare un milione di dollari a Gomez. Dopo la vittoria della gara e dunque della vincita di un milione di dollari, Gomez dona i suoi soldi al suo ente di beneficenza preferito, cioè la scuola per predatori di tombe dell'università di Dracula.

## Carnevale a New Orleans
- Titolo originale: The Mardi Gras Story

### Trama
La famiglia Addams si reca a New Orleans per il martedì grasso. Un paio di delinquenti alla guida di un carro da parata sono spaventati dalla strada, quindi gli Addams offrono loro l'uso del loro camper. La famiglia indossa maschere di varie celebrità per la sfilata, mentre i truffatori indossano maschere di Gomez e zio Fester per confondere i poliziotti. I ladri si fermano in una villa lungo il percorso della parata e rubano un milione di dollari, quindi prendono un altro carro per scappare, ma il raccapricciante campeggiatore li insegue e vince il premio per il miglior carro.